# Endre Steiner
Endre Steiner foi um jogador de xadrez da Hungria com participação nas Olimpíadas de xadrez de 1927 a 1931 e 1937. Steiner conquistou a medalha de prata por participação individual em 1937 e por equipes, duas medalhas de ouro em 1927 e 1928 e duas de prata em 1930 e 1937.